# Sportclub Young Fellows Juventus
El SC Young Fellows Juventus es un equipo de fútbol de Zúrich, Suiza, que milita en la 1. Liga Promotion, la tercera liga de fútbol más importante del país.

## Historia
El primer paso importante para FC Young Fellows en el centro de atención nacional fue el subcampeonato de 1907 por detrás del Geneva Servette FC. El éxito se repitió en 1923, esta vez por detrás del FC Bern. A esto le siguió la final de la Copa Suiza 1926/27, que se perdió en abril de 1926 ante su rival local Grasshoppers, entrenado por Dori Kürschner, con un marcador de 1:3. Entre 1924 y 1937, los Young Fellows jugaron en el estadio de Förrlibuck. En 1933, fueron miembros fundadores de la Liga Nacional durante casi medio siglo, hasta 1952, cuando fueron el único club, aparte de Servette, que siempre jugó en la división más alta.
En 1992 el FC Young Fellows (fundado en 1903)  se fusionó con el SCI Juventus Zurigo (fundado en 1922). Los Young Fellows trajeron la tradición y la excelencia del primer equipo al "matrimonio", el Juventus, un gran departamento juvenil. Young Fellows logró ganar la Copa de Suiza en una ocasión en 2 finales que jugó, y llegó a participar en la Nationalliga A, en la cual jugó más de 55 partidos; mientras que el Juventus Zurigo no ganó títulos importantes en su historia. 

## Palmarés
- Copa de Suiza (1): 1935/36.
  - Subcampeón (1): 1926/27

## Jugadores

### Jugadores destacados
- Fausto dos Santos, 1933, jugó en la Copa Mundial de Uruguay 1930.
- Fernando Giudicelli, 1933, jugó en la Copa Mundial de Uruguay 1930.
- Sándor Kocsis, 1957–1958, campeón olímpico con Hungría en 1952 y 2 veces mundialista.
- Željko Matuš, 1965–1969, campeón olímpico con Yugoslavia en 1960, participó en la Eurocopa de 1960 y en el mundial de Chile 1962.
- Leonel Romero, 2012–2016

## Entrenadores
- József Winkler (1922-1937)
- Walter Nausch (1940-1948)
- Robert Kaess (1948-1949)
- Randolph Galloway (1949-1950)
- Edmund Conen (1950-1952)
- Horst Buhtz (1957-1959)
- Walter Presch (1960-1961)
- Adolf Patek (1961-1963)
- Hermann Lindemann (1965-1966)
- Georg Gawliczek (1966-1967)
- Vujadin Boškov (1967–1968)
- Georg Gawliczek (1968-1969)
- Eckhard Krautzun (1969-1970)
- Alfred Beck (1971-1973)
- Reinhard Kummer (1985-1986)
- Rafaelle Novelli (1996-2001)
- Salvatore Andracchio (2001-2004)
- Urs Schönenberger (2004)
- Ignaz Good (2004)
- Peter Armbruster (2004)
- Raffaele Novelli (2004)
- Peter Schädler (2004-2005)
- Raimondo Ponte (2005-2007)
- Urs Schönenberger (2007)
- Salvatore Andracchio (2007-2014)
- Stefan Goll (2014-)